# Умбсааре
Умбсааре (ест. Umbsaare, виро Umbasaarõ, Umbsaarõ) — село в Естонії, входить до складу волості Виру, повіту Вирумаа.